# 忍者龜：變種新任務
《忍者龜：變種世代》是一部2014年美國超級英雄電影，改編自幻影工作室的同名漫畫。為「忍者龜系列電影」的一部重啟作品，由強納森·李伯斯曼執導，並以梅根·福克斯、強尼·諾克斯威爾、彼得·柏斯提克、諾爾·費雪、傑瑞米·霍華德、艾倫·瑞奇森、丹尼·伍德、托尼·夏爾赫布、威廉·菲德內爾、威爾·阿奈特、琥碧·戈柏等人主演。
該片公佈前不久《忍者龜》的創作人之一的彼得·萊爾德於2009年將版權賣給尼可羅迪恩，由尼可羅頓影業與麥可·貝的製作公司白金沙丘製作，接著再讓派拉蒙電影公司發行。電影於2014年8月8日在北美開始上映，並普遍獲得負面的評價，影評家批評喧賓奪主的人物、演技、故事情節和節奏; 但卻得到了成功的票房，全球票房收入超過4.9億美元，成為尼可羅頓影業「最賣座的電影」。續集《忍者龜：破影而出》定於2016年6月3日發布。

## 剧情
城市需要英雄来拯救，黑暗降临纽约，大反派施莱德和他率领的异族用铁腕压制一切，从警察到政客都被其所控制。神龟们和无畏的女记者爱普莉尔以及聪明的摄像师菲诺通力合作，摧毁施莱德的恐怖计划，让这座城市重新恢复宁静。

## 演員
| 演員                                                | 角色                                      | 備註 |
| 梅根·福克斯 （少女由瑪麗娜·韋斯曼飾演）             | 艾波·歐尼爾 April O'Neil                  | 第6頻道新聞女記者，一直積極地追尋著腳足家族的行動，並意外中發現了自己從大火中救出的烏龜竟變成了紐約市的守護者。                                                |
| 威爾·阿奈特                                         | 凡諾·芬維克 Vernon Fenwick                | 第6頻道新聞攝影師，對艾波有好感，對於她一直調查腳足家族的舉動感到不解。                                                                                        |
| 彼得·柏斯提克 （動作捕捉） 強尼·諾克斯威爾 （配音） | 李奧納多 Leonardo                         | 忍者龜之一，簡稱「李奧」，因為是忍者龜的小隊領導，所以平時個性冷靜、有禮貌、較有自制力，負責調解兄弟之間的紛爭，但又有些死板。武器為雙把武士刀。愛好乳酪披薩。 |
| 艾倫·里奇森                                         | 拉斐爾 Raphael                            | 忍者龜之一，簡稱「拉斐」，身材魁武，性格火爆、衝動，雖然常表示要獨自到外頭住，但其實只是因害怕而說，內心其實很愛兄弟。武器為雙把鐵叉。愛好乳酪披薩。           |
| 諾爾·費雪                                           | 米開朗基羅 Michelangelo                   | 忍者龜之一，簡稱「米基」，個性活潑，是小隊中的開心果，喜歡搭訕艾波。武器為一對雙節棍。愛好乳酪披薩。                                                           |
| 傑瑞米·霍華                                         | 多納太羅 Donatello                        | 忍者龜之一，簡稱「多尼」，小隊中的科技家、駭客，機智聰敏，喜歡研究，經常揹著機械設備。武器為一支伸縮棒。愛好乳酪披薩。                                         |
| 丹尼·伍德 （動作捕捉） 托尼·夏爾赫布 （配音）       | 史林特 Splinter                           | 忍者龜們的師父，一隻變異種老鼠，撿到一本武功書籍後先行自學，再傳授給忍者龜們，對牠們來說是像父親一般的存在。                                                   |
| 威廉·菲德內爾                                       | 艾瑞克·薩克斯 Eric Sachs                  | 薩克斯集團社長，過去在日本戰爭時被許瑞德所救，表面上向大眾宣誓要剷除腳足家族，但私下和腳足勾結，企圖成為解救世人的英雄。                                       |
| 正宗Tohoru                                          | 許瑞德 Shredder                           | 腳足家族的領袖，一個流氓忍者大師，計畫以一種致命病毒毒害城市，並在以薩克斯的萬靈藥來解救大家，進而控制國家。武功高強，穿著結合古今的機械盔甲來戰鬥。           |
| 野路美苗                                            | 卡拉 Karai                                | 腳足家族的小隊領導，許瑞德手下。 |
| 琥碧·戈柏                                           | 貝爾納黛特·湯普森 Bernadette Thompson     | 第6頻道新聞老闆，艾波和凡諾的上司，對於艾波的忍者龜傳聞感到荒繆而開除她。                                                                                      |
| 保羅·菲茨傑拉德                                     | 柯比·歐尼爾 Kirby O'Neil                  | 艾波的科學家父親，在和薩克斯一同研究變種基因時察覺前者不懷好意，並放火燒毀了實驗室，此事被薩克斯得知後就遭到殺害。                                             |
| K.陶德·佛利曼                                       | 巴克斯特·斯托克曼博士 Dr. Baxter Stockman | 薩克斯實驗室的一位科學家，在得知前者的計畫時對致命毒素動了手腳，以致其無法發動。                                                                               |
| 艾比·艾略特                                         | 泰勒 Taylor                               | 和艾波同居的朋友。 |
| 瑪麗娜·韋斯曼                                       | 年幼的艾波 April O'Neil                   | 小時候的艾波在父親實驗室發生大火時，將實驗老鼠和四隻烏龜救出。                                                                                                 |

## 制作
2013年3月22日在纽约州开拍，4月移至纽约市和长岛拍摄，同年8月3日杀青。2014年1月和4月又进行了一些补拍工作。

## 迴響

### 評價
電影大多獲得差评。負評主要有：不合理的劇情、過分簡化的設定與太忽略人類角色等；而獲得正面評價的部分為：拍攝手法、視覺效果、動作場面、與電影配樂等。在爛番茄上，基於146條影評評論只有22%的分數，而一般用戶投票部分則有51%、平均星數3.3/5的分數。而Metacritic上有33條專業評論，得分31/100，一般用戶投票則有5.2/10的得分。在IMDb上得分5.9/10。

### 票房
2014年8月8日週五，《變種世代》上映一天的電影票房達2560萬美元，加上部分在前一天8月7日週四晚上即搶先上映的戲院收入460萬美元，共計3020萬美元。8月8日~8月10日的北美首周周末票房破6500萬美元，列於該週末的第一名，同時在其他國家大約為2870萬美元，合計該週末的全球票房共9370萬美元。而北美票房也超出派拉蒙的票房分析師所預測的4500萬美元，締造了八月份周末的第四高票房紀錄，比上一部在2007年上映的忍者龜全CG動畫電影《忍者龜：炫風再起》的北美首周末票房多出4千多萬美元。第二週末的票房為2852萬美元，依舊為該週末第一位，打敗該週上映但票房卻只有1587萬美元的《浴血任務3》。
中国大陸方面，首周三天收1.66亿人民币列第一，次周收1.57亿蝉联冠军，第三周收4900万列第四累计3.7亿，最终成绩为3.87亿。
台灣方面，首週三天票房為新台幣3900萬元；次週票房累計至新台幣1.05億元；第三週票房累計至新台幣1.28億元；第四週票房累計至新台幣1.42億元。
| 上一届： 《星際異攻隊》 | 2014年美國週末票房冠軍 第32-33周     | 下一届： 《星際異攻隊》   |
| 上一届： 《》           | 2014年台北週末票房冠軍 第32周        | 下一届： 《等一个人咖啡》 |
| 上一届： 《超体》       | 2014年中国内地一周票房冠军 第44-45周 | 下一届： 《星际穿越》     |

## 獎項
| 頒獎典禮         | 結果 | 獎項                 | 獲獎者                                     |
| ---------------- | ---- | -------------------- | ------------------------------------------ |
| 第35届金酸梅奖   | 提名 | 最差影片             |                                            |
| 第35届金酸梅奖   | 提名 | 最差翻拍、节选与续集 |                                            |
| 第35届金酸梅奖   | 提名 | 最差导演             | 強納森·李伯斯曼                            |
| 第35届金酸梅奖   | 提名 | 最差剧本             | 乔什·阿佩尔鲍姆 安德雷·纳梅克和埃文·多尔蒂 |
| 第35届金酸梅奖   | 獲獎 | 最差女配角           | 梅根·福克斯                                |
| 第28屆兒童票選獎 | 提名 | 最喜愛電影           |                                            |
| 第28屆兒童票選獎 | 提名 | 最喜愛電影演員       | 威爾·阿奈特（包括《樂高玩電影》）          |
| 第28屆兒童票選獎 | 提名 | 最喜愛電影演員       | 梅根·福克斯                                |

## 爭議
官方於澳大利亞發布的一張四個忍者龜從爆破的大樓跳下的海報，這張海報已冒犯了許多人，因為加上9月11日的上映日期不禁會讓人聯想起2001年的九一一襲擊事件，現在這張海報已撤除。派拉蒙表示歉意：「我們對此深感抱歉，採用的這藝術是為了促進澳大利亞於9月11日的上映日。圖像和日期的結合是錯誤的。我們不打算採用，並立即地採取行動，已停止使用」。

## 續集
威廉·菲德內爾在接受採訪時透露，他已簽署了和本片相關的三部電影。而另外四隻烏龜演員也將回歸演出。2014年8月10日，派拉蒙宣布，續集將於2016年6月3日上映，並繼續由麥可·貝監製，導演未定。2014年12月，據透露，《地球迴聲》導演戴夫·格林正在談判執導續集。2015年1月，續集將於2015年4月在紐約開拍。三個月後格林確認為電影的導演。2015年1月，布拉德·福勒和安德魯·福姆表示，續集將於2015年4月在紐約和水牛城開拍。洛杉磯快艇的球員德安德魯·喬丹、馬特·巴恩斯、J·J·雷迪克、奧斯丁·瑞佛斯和史賓瑟·霍斯也會客串演出。此外，CW的電視劇《綠箭俠》演員史蒂芬·艾梅爾將於續集中飾演凱西·瓊斯一角。而許瑞德則改由布萊恩·狄飾演。電影定名《忍者龜：破影而出》（Teenage Mutant Ninja Turtles: Out of the Shadows）。